# Toni Carabillo
Toni Carabillo, née le 26 mars 1926 à New York et morte le 28 octobre 1997 à Los Angeles, est une féministe, graphiste et historienne américaine.

## Biographie
Toni Carabillo naît sous le nom de Virginia Ann Carabillo le 26 mars 1926 à Jackson Heights, un quartier de l'arrondissement du Queens à New York. Elle est diplômée du Middlebury College en 1948 et obtient sa maîtrise universitaire ès lettres à l'Université Columbia en 1949.

### Carrière
Elle travaille pendant 11 ans pour la System Development Corporation en tant que directrice adjointe de la communication d'entreprise. Elle y   termine son travail après avoir participé à une enquête non autorisée auprès des femmes salariées, qui révèle une discrimination sexuelle en matière d'avancement et de salaires. Elle rejoint l'Organisation nationale pour les femmes (NOW) en 1966. Elle fondé la Women's Heritage Corporation en 1969. L'entreprise  publie une série de livres de poche sur des femmes comme Lucy Stone et Elizabeth Cady Stanton, ainsi qu'un almanach et un calendrier. En 1970, elle crée la société d'arts graphiques Women's Graphic Communications avec sa partenaire Judith Meuli à Los Angeles. L'entreprise produit et distribue des livres, des journaux, des badges politiques et des épinglettes.
En 1977, elle devient associée du Women's Institute for Freedom of the Press (WIFP). WIFP est une organisation d'édition américaine à but non lucratif. L'organisation s'emploie à accroître la communication entre les femmes et de mettre le public en contact avec des formes de médias féminins.
Toni Carabillo cofonde la Feminist Majority Foundation en 1987 avec Judith Meuli, Eleanor Smeal, Katherine Spillar et Peg Yorkin. Toni Carabillo est vice-présidente national de l'organisation. Elle contribue à la création des sections californiennes de NOW. Elle est présidente de la section de Los Angeles ainsi que membre du conseil d'administration national (1968-1977) et vice-présidente (1971-1974). Elle co-édite également les publications nationales de NOW, NOW Acts (1969-1970) et le National NOW Times (1977–1985). Elle édite également la publication nationale NOW Do it NOW avec Judith Meuli. Elles créée également une ligne de bijoux féministes qui permet de collecter des fonds pour NOW et la campagne Equal Rights Amendment.
Elle co-écrit The Feminization of Power (1988) avec Judith Meuli et co-écrit le manuel d'études féminines Feminist Chronicles, 1953-1993 (1993) avec Judith Meuli et June Csida,. The Feminization of Power est né d'une exposition itinérante que Judith Meuli et Toni Carabillo ont créée pour une tournée de campagne de féminisation du pouvoir dans douze villes afin de permettre aux femmes de se présenter aux élections en 1988.
Toni Carabillo meurt d'un cancer du poumon le 28 octobre 1997 à Los Angeles. Au moment de sa mort, elle travaillait sur The Feminist Chronicles of the 20th Century.